# いわき市立中央台南小学校
いわき市立中央台南小学校（いわきしりつ ちゅうおうだいみなみしょうがっこう）は、福島県いわき市中央台鹿島にある公立小学校。略称は南小（みなみしょう）。

## 概要
いわきニュータウンにある小学校のひとつで、いわき駅から8キロメートル南下した場所に位置している。住宅地の開発に併せて1996年に開校して以降、児童数は一時期1,000人以上を有していたものの、ニュータウン内に新たに中央台東小学校が開校（2004年）したり、少子化が進行していることから減少傾向にある。2013年度には300人を、2017年度には200人を割った。
校歌は新妻直衣が作詞、飯島護が補作、若松文夫が作曲した。歌は2部で構成される。
校章は円形状となっており、中央部分に縦書きで「中央台南」と校名が記されている。両脇には、内側から順に3本の半円状の線と6枚の木の葉がそれぞれ配置しており、3本の線は児童・教師・保護者を、6枚の葉は小学校6年間の歩みを表している。
2011年に発生した東日本大震災後には避難所として開設され、福島第一原子力発電所事故により警戒区域に指定された楢葉町の住民を受け入れていた。

## 沿革
- 1996年（平成8年）
  - 3月 - 北校舎中央棟と南校舎棟および屋内運動場を落成[7]。
  - 4月 - 開校[1]。
- 1999年（平成11年）3月 - 北校舎東棟と北校舎西棟を落成[7]。

## 教育目標
- 考えを深める子
- よさを認め合う子
- 心と体をきたえる子

出典：

## 施設概要
主な施設を掲載。
- 校舎（5,594 m2）
  - 北校舎中央棟（3,152 m2） - 鉄筋コンクリート造3階建て
  - 北校舎東棟（301 m2） - 鉄筋コンクリート造3階建て
  - 北校舎西棟（313 m2） - 鉄筋コンクリート造3階建て
  - 南校舎棟（1,697 m2） - 鉄筋コンクリート造2階建て
- 屋内運動場（919 m2） - 鉄骨造平屋建て
- 校庭（13,570 m2）
- プール - 7コース

出典：

## 学区
- いわき市
  - 中央台鹿島一丁目、二丁目、三丁目
  - 鹿島町走熊字矢篠作、字山ノ神（46番地の4から46番地の12まで）[9]

進学先中学校はいわき市立中央台南中学校（いわき市中央台鹿島）である。

## アクセス

### バス
- 「ぷろばんす56」バス停（新常磐交通）から徒歩で約3分

### 自動車
- 県道26号と県道378号のT字路交差点（鹿島町下矢田字曲田）から4分

## 周辺
- 大畑公園
- いわき市立中央台南中学校
- 走熊公園